# Sibiu Jazz Festival

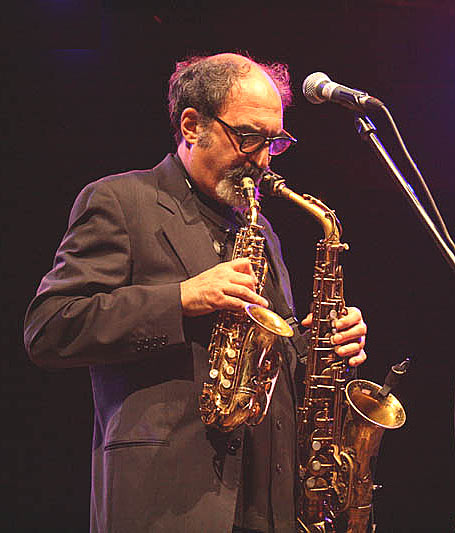
Roy Nathanson la Sibiu, 2007

Sibiu Jazz Festival este unul dintre cele mai mari și longevive festivaluri de jazz din România.

## Istoric

### 1974 - 1991
Prima ediție a festivalului a avut loc în anul 1974 la Sibiu. El reprezenta continuarea tradiței Festivalului Național de Jazz care a avut loc la Ploiești între anii 1969-1971. Promotorul principal al festivalului a fost profesorul de muzică sibian Nicolae Ionescu, secondat de alți membrii ai Clubului de jazz din Sibiu pe care profesorul l-a condus.
Festivalul a luat o amploare internațională începând din anul 1977, când a participat și o trupă din Cehoslovacia.
Locația inițială a festivalului, Sala Mare a Casei de Cultură a Sindicatelor (cu o capacitate de  800 de locuri) era în general plină de iubitorii de jazz care veneau la festival din toate colțurile țării și din străinătate. Astfel în anii 80, evenimentele au fost dublate pe scena Teatrului Național Radu Stanca.
Încă de la prima ediție din 1974, Radioul Național a preluat și înregistrat concertele din cadrul festivalului, iar începând cu anul 1978 acestea au fost înregistrate și de Televiziunea Română.

### 1997 - prezent
În anul 1997, Hilarius Johannes Konstantin Schmidt a devenit directorul festivalului, activitatea organizatorică fiind preluată de Fundația Pro Art Hermannstadt. Ediția cu numărul 37 a festivalului a reprezentat unul dintre cele mai importante evenimente din cadrul programului Sibiu 2007 – Capitală Culturală Europeană.
Din lipsă de fonduri, ediția din 2014 a fost amânată cu 6 luni, festivalul fiind programat să aibă loc în luna octombrie.

## Participanți

### Trupe și muzicieni români
Richard Oschanitzky, Mihai Berindei, Marius Popp, Aura Urziceanu, Johnny Răducanu, Eugen Gondi, Mircea Tiberian, Liviu Butoi, Andrei Colompar, Virgil Popescu, Post Scriptum, Bogdan Pomorișaț, Sorin Bogdan, Cornel Olaru, Mirel Butoi, Transfer, Titel Popovici Band, VJQ, Gramofon, Micul Gramofon , Big Band-ul Radioteleviziunii Române, Big Band Gaio, Decebal Bădilă, Ovidiu Bădilă, Silex, Reflex, Sesiune Prelungită, Dan Ionescu, Toni Kuhn, Nicolae Simion, Garbis Dedeian, Puiu Pascu, Romeo Cosma, Prefix 924.

### Trupe și muzicieni străini
- Chucho Valdes
- Arturo Sandoval
- Omar Sosa
- Ron Carter
- Dee Dee Bridgewater
- Russel Malone
- James Blood Ulmer
- Ramon Valle
- Leandro Saint Hill
- Chico Freeman
- Gunter Hampel
- Alfred Mangelsdorff
- Michael Brecker
- Aladar Pege
- Rudolf Dasek
- Leonid Czishyk
- Zbigniew Namischlowski